# AXA
AXA è un Gruppo assicurativo mondiale operante nella protezione assicurativa e nell'asset management, nato nel 1816 come Mutuelle de l'Assurance; nel 2020 ha 171.000 dipendenti e 105 milioni di clienti in 61 paesi, ricavi per 133 miliardi di euro e un risultato operativo di 3,8 miliardi.

## Storia
1816: creazione a Parigi di Mutuelle de l'Assurance, prima antenata diretta del Gruppo AXA.
1978: in seguito all'unione di diverse compagnie assicuratrici regionali il Gruppo diventa Mutuelles Unies.
1982: le Mutuelles Unies si uniscono al gruppo Drouot.
1985: viene creato il nome "AXA", poi progressivamente esteso all'insieme delle società del Gruppo.
1992: AXA acquisisce circa il 60% del capitale di The Equitable.
1995: acquisizione di una partecipazione di maggioranza nella società australiana National Mutual Holdings per entrare nel mercato australiano, neozelandese e di Hong Kong. Nel 2001 la compagnia diventa AXA Asia Pacific Holdings.
1996: fusione tra AXA e l'Union des Assurances De Paris (UAP).
1999: in febbraio in Gran Bretagna acquisizione del gruppo internazionale Guardian Royal Exchange; acquisizione in Giappone di Nippon Dantai che viene rinominata AXA Nichidan.
2000: Alliance Capital Management, filiale di AXA Financial negli Stati Uniti, acquisisce la società americana di gestione di attivi Sanford Bernstein. Henri de Castries subentra a Claude Bébéar alla guida del Gruppo AXA.
2004: AXA si rafforza nei mercati statunitensi con l'acquisizione di MONY Group (Mutual Of New York) - filiale al 100% di AXA Financial - e in Asia (creazione di una joint-ventures in Thailandia, Indonesia e nelle Filippine).
2005: L'amministratore delegato Henri de Castries presenta il piano strategico Ambition 2012.
2006: acquisizione di Winterthur Assicurazioni.
Nel 2008 viene creato l'AXA Research Fund, il fondo per la ricerca che ha lo scopo di migliorare la comprensione e la prevenzione dei rischi emergenti.
Nel 2010 viene rinnovato il piano strategico: Ambition per il quinquennio 2010-2015 è focalizzato sulla crescita sostenibile nei mercati maturi, il raddoppio delle posizioni sui mercati emergenti e sull'efficientamento.
Nel 2016 Thomas Buberl diventa amministratore delegato del Gruppo AXA, mentre la presidenza passa a Denis Duverne.
Nel marzo 2018 acquisisce per 12,4 miliardi di euro XL Group, compagnia assicuratrice statunitense specializzata nel ramo danni e commercial lines. Nello stesso anno viene lanciata una prima IPO per AXA Equitable, seguita l'anno successivo da una seconda per la cessione della quota di maggioranza finora detenuta dal Gruppo AXA.

## AXA in Italia
AXA è presente in Italia in una logica multi-distributiva, attraverso il Gruppo Assicurativo AXA Italia, di cui fanno parte AXA Assicurazioni, le compagnie AXA MPS Assicurazioni Danni e AXA MPS Assicurazioni Vita e dal 1º ottobre 2019 QUIXA Assicurazioni, nonché ulteriori società specializzate. Il Gruppo comprende anche AXA Italia Servizi, impresa consortile costituita dalle imprese assicuratrici per svolgere unitariamente le principali fasi aziendali, con esclusione dell’accettazione dei rischi assicurativi per la quale ciascuna impresa rimane autonoma e indipendente, e AXA Caring, che si occupa dei servizi salute per i clienti AXA.

### Gruppo assicurativo AXA Italia
AXA inizia ad operare in Italia nel 1984. A seguito di alcune acquisizioni, le compagnie fino a quel momento denominate Compagnie Riunite di Assicurazione (CRA) con sede in Torino, cambiano nome nel 1993 in AXA Assicurazioni.
AXA Assicurazioni opera capillarmente sul territorio nazionale tramite una rete composta da circa 650 agenzie. Distribuisce prodotti assicurativi dedicati alla persona, alla famiglia e all'impresa, e offre prodotti per la previdenza, il risparmio e gli investimenti.
Nel 1997 ha inizio il processo di unificazione di tutte le società italiane del Gruppo AXA, che oggi conta circa 4 milioni di clienti.
Dal 2019 AXA Italia si occupa anche di diagnosi e prevenzione per i propri clienti con l'obiettivo di estendere l'offerta anche a servizi non assicurativi nel settore sanitario, grazie all'integrazione con CIDIMU, una rete di centri diagnostici.
Il Gruppo è guidato da Chiara Costanza Soldano, A.D. di AXA Italia da Novembre 2023.

### AXA MPS
AXA MPS nasce nell'ottobre 2007 dalla partnership tra i gruppi AXA e Montepaschi. AXA MPS si muove nel campo bancario-assicurativo offrendo soluzioni per i settori Vita, Danni e Business Previdenziale. Opera attraverso tre società: AXA MPS Assicurazioni Vita (operativa dal 1991 come Montepaschi Vita), AXA MPS Assicurazioni Danni (attiva dal 1974) e AXA MPS Financial, azienda di diritto irlandese, specializzata nei prodotti assicurativi del tipo unit e index linked.

### QUIXA Assicurazioni
QUIXA Assicurazioni Spa entra dal 1º ottobre 2019 nel Gruppo AXA Italia ed è la compagnia digitale del Gruppo. Ha più di 275.000 clienti ai quali offre prodotti relativi alla mobilità, salute e vita.

### Le compagnie di AXA in Italia
AXA è inoltre presente in Italia attraverso
- la compagnia AXA XL, che fornisce prodotti, servizi di assicurazione e gestione del rischio a clienti business e soluzioni di riassicurazione per altre compagnie assicurative
- AXA Assistance che opera nel campo dei servizi di assistenza e telemedicina
- AXA IM che si occupa di asset management
- e AXA RE IM che si occupa di gestioni immobiliari.

### Risultati 2018 del Gruppo AXA Italia[36]
- Risultato operativo: 207 milioni di euro (+10% sul 2017)
- Raccolta vita: 4,26 Miliardi (+17%)
- Raccolta danni: 1,75 Miliardi (+3,4%)